# Бајрон (Вајоминг)
Бајрон (енгл. Byron) град је у америчкој савезној држави Вајоминг.

## Демографија
По попису из 2010. године број становника је 593, што је 36 (6,5%) становника више него 2000. године.
| Група             | 2000.       | 2010.       |
| Белци             | 474 (85,1%) | 514 (86,7%) |
| Афроамериканци    | 0 (0,0%)    | 0 (0,0%)    |
| Азијати           | 0 (0,0%)    | 0 (0,0%)    |
| Хиспаноамериканци | 78 (14,0%)  | 74 (12,5%)  |
| Укупно            | 557         | 593         |